# Schönenberg
Schönenberg es una comuna suiza del cantón de Zúrich, situada en el distrito de Horgen. Limita al noreste con la comuna de Wädenswil, al este con Richterswil, al sureste con Hütten, al sur y oeste con Menzingen (ZG), y al oeste con Hirzel.
El municipio fue independiente hasta que el 1 de enero de 2019 se incorporó a la ciudad de Wädenswil. 